# Draagbaar televisiespel
Een draagbaar televisiespel is een handzaam en draagbaar interactief apparaat dat gewoonlijk is ontwikkeld om rechtstreeks op een televisie(scherm)  te worden aangesloten zonder dat hiervoor een afzonderlijke spelcomputer nodig is. De computerspellen zijn geïntegreerd in de eenheid en kunnen niet worden verwisseld.

## Overzicht
Met de term tv-spel wordt vaak verwezen naar een door batterijen of een stroomkabel gevoed, draagbaar spelcomputersysteem met ingebouwde computerspellen die rechtstreeks kan worden aangesloten op een televisie of videorecorder.
De computerspellen zijn direct in het apparaat ingebouwd en is gewoonlijk dusdanig ontworpen dat het een sterke gelijkenis vertoond met een klassiek spelbesturingsapparaat, spelcomputer of stuk speelgoed met als toevoeging twee AV-poorten.
Deze systemen bevatten gewoonlijk of hoogst gespecialiseerde spellen of toepassingen, of een verzameling van klassieke computerspellen. Aldus, kan het dus als een spelcomputer zonder verwisselbare spelsoftware worden gezien.
Aangezien de computerspelsoftware in het apparaat is geïntegreerd en vrijwel nooit ontworpen is om door de gebruiker worden te worden gewijzigd worden deze spelsystemen gewoonlijk verkocht door speelgoedwinkels of speelgoedafdeling van een warenhuis in plaats van via de reguliere elektronicadetailhandelskanalen. De meeste apparaten worden voor minder dan €50 verkocht.
Hoewel meerdere fabrikanten deze apparaten vóór 2002 fabriceerden verwierven dergelijke systemen een grotere bekendheid nadat Jakks Pacific de Atari Classic 10-in-1 TV game uitbracht. De meeste fabrikanten hebben hun spelsystemen van een eigen handelsmerk voorzien, zoals "Play TV" van Radica, "Portable Dream Station" van TakaraTomy of "TV Arcade" van Majesco. De detailhandel noemt ze meestal gewoon "tv-spel" of "Plug & Play-games".

## Fabrikanten
- Jakks Pacific
- Radica Games
- Majesco
- Konami
- Tiger Electronics
- Toy:Lobster
- Mammoth Toys
- Video Extreme
- Atari
- Ohio Art
- Pelican (VG Pocket)
- TakaraTomy
- Techno Source
- NrTrade
- Kid Connection WalMart Branded Generic Toys
- vs. Maxx
- Milton Bradley